# Palamoll
Palamoll ist ein Handelsname für Polyadipate, die in Deutschland bereits kurz vor dem Zweiten Weltkrieg als Weichmacher für Lacke, Klebstoffe und Leime eingesetzt wurden.
Die Marke wurde Ende 1938 durch BASF angemeldet und am 29. September 1939 in das Markenregister eingetragen. Heute verwendet BASF den Markennamen für eine Reihe von Produkten, die hauptsächlich zur Herstellung von Artikeln aus PVC, Vinylchlorid-Copolymeren, Nitrilkautschuk und Polyurethanen verwendet werden.